# ゆる玉応援団

ゆる玉応援団団長のコバトン

ゆる玉応援団（ゆるたまおうえんだん）は、埼玉県内の自治体および県内に本社がある団体・企業などが制定したマスコットキャラクターやイメージキャラクターで構成されたゆるキャラのユニット。

## 概要
2008年11月14日（この日は「埼玉県民の日」でもある）に「埼玉県の魅力をPRする」目的で結成され、結成時の団員10体に上田清司埼玉県知事（当時）より「任命書」が授与された。以降、県の主催する観光イベントなどにおおむね2,3体から10体以上のキャラクターを派遣し、県民との交流を深めている。2013年11月14日には、団員入りしたキャラクターが100体を超えた。
結成にあたっては「ゆる玉応援団設置要綱」が定められた。要綱では、メンバー入りの条件として「そのキャラの着ぐるみが製作されている」ことなどが挙げられている。
なお、埼玉県が2010年1月12日に発表した「埼玉『超（ちょ〜）』観光立県宣言」では、県の観光アピールのひとつとして、「ゆるキャラサミット」を開催 などを通してゆるキャラの「聖地」とすることを標榜している が、これに関連し上田知事が県内全70市町村（当時）に地域の顔となる「ご当地キャラ」の製作を呼びかける など、発展的な構想もなされている。
埼玉のご当地アイドルピンキッシュが歌う公式イメージソング「僕らのマーチ」がある。
2016年2月に、福島県本宮市のキャラクター「まゆみちゃん」が団員入りしたが、これは上尾市と本宮市の共通キャラクター「あゆみ」を団員入りした際の特例である。

## 団員
| 団員№    | 名前                                 | 所属自治体・所属団体               | 特徴など |
| -------- | ------------------------------------ | ---------------------------------- | --- |
| 団長     | コバトン                             | 埼玉県                             | 埼玉県の県の鳥「シラコバト」がモチーフ。2014年より県の特命宣伝部長に就任。 |
| 団長補佐 | さいたまっち                         | 埼玉県                             | コバトンと同様に「シラコバト」がモチーフ。設楽統（バナナマン）デザイン。 |
| 1        | りゅうごん                           | 秩父市吉田地区                     | 地元の祭り「龍勢祭り」のマスコット。石ノ森章太郎デザイン。なお誕生時は合併前の吉田町のマスコットだった。 |
| 2        | ムジナもん                           | 羽生市                             | 宝蔵寺沼に自生する食虫植物「ムジナモ」と妖怪「ムジナ」のコラボ。頭にモロヘイヤの葉を乗せ、尻尾の先はムジナモの花が咲いている。 |
| 3        | いがまんちゃん                       | 羽生市                             | 地元の名産「いがまんじゅう」がモチーフ。 |
| 4        | アッピー                             | 上尾市                             | 上尾の英語表記「AGEO」の「A」がモチーフ。2011年、現在の着ぐるみにリニューアル。それまでは2種類の着ぐるみがあったが、市では「同一人物である」と主張していた。2013年、福島県本宮市のキャラクター「まゆみちゃん」（後述）と婚約し、2014年に結婚。2015年に、娘の「あゆみ」（後述）が誕生した。 |
| 5        | パリポリくん                         | 草加市                             | 草加せんべいを食べる少年。外環道のカントリーサインにも登場。 |
| 6        | ガーヤちゃん                         | 越谷市                             | 地元のB級グルメ「こしがや鴨ネギ鍋」がモチーフ。住所は宮内庁埼玉鴨場。 |
| 7        | とまちゃん                           | 北本市                             | 北本の名産・トマトがモチーフ。 |
| 8        | ハッピーこまちゃん                   | 八潮市                             | 八潮の名産・コマツナがモチーフ。 |
| 9        | さかっち                             | 坂戸市                             | 「坂戸よさこい」のマスコット。 |
| 10       | つなが竜ヌゥ                         | さいたま市                         | 見沼（見沼田んぼ）の主と呼ばれた「見沼の龍神」の子孫。 |
| 11       | 彩夏ちゃん（さいかちゃん）           | 朝霞市                             | 地元の祭り「彩夏祭」のマスコット。 |
| 12       | かいちゃん                           | 三郷市                             | 三郷市の市鳥・カイツブリがモチーフ。子どもの「ツブちゃん」は着ぐるみ未作成という理由でメンバー入りとならなかったが、ぬいぐるみを伴って登場する事もある。 |
| 13       | 星夢ちゃん（すたむちゃん）           | 小川町                             | 地元の祭り「小川町七夕まつり」のマスコット。 |
| 14,15    | くりっかー&くりっぴー                | 日高市                             | 高麗川の近くで生まれた、日高市の市鳥・カワセミのマスコット。ただし名産の栗の食べすぎでメタボ体型になったとか。頭上には曼珠沙華の花が咲く。 |
| 16       | カッピー                             | 志木市商工会                       | 志木市に伝わる「河童伝説」から作られた。市内の「いろは商店会」のマスコット。 |
| 17       | よしみん                             | 吉見町商工会                       | 名産品のイチゴに、吉見百穴をイメージした顔の穴が特徴。服に描かれた「2537」の数字は町内を流れる荒川の川幅2,537m（川幅として日本一）から。 |
| 18,19    | ニニギン&コノハちゃん                | 行田市商工会議所                   | ニニギンのモデルは「ニニギノミコト」、コノハちゃんのモデルは「コノハナノサクヤビメ」。 さきたま古墳群の世界遺産登録を目指す。 |
| 20       | おりぴぃ                             | 狭山市                             | 「入間川七夕まつり」のマスコット。 |
| 21       | ニャオざね                           | 熊谷市                             | 地元出身の武将・熊谷直実を名の由来とするネコのマスコット。好物は熊谷名物の「雪くま」。 |
| 22       | テレ玉くん                           | テレビ埼玉                         | テレ玉のマスコットキャラクター。旧名は「たまごろー」。「まだまだ半熟者ですが」が口癖。 |
| 23       | こぜにちゃん                         | 行田市                             | 地元のB級グルメ「ゼリーフライ」がモチーフ。 |
| 24       | フラべぇ                             | 行田市                             | 地元のB級グルメ「行田のフライ」がモチーフ。 |
| 25       | ときも                               | 川越市                             | 川越の名産品であるサツマイモがモチーフ。頭上には川越のシンボル「時の鐘」が乗せられている。 |
| 26       | ブコーさん                           | 横瀬町                             | 町内に聳える「武甲山」と地元の祭りで使われる太鼓がモチーフ。林家たい平デザイン。 |
| 27       | ぴかる                               | 道の駅アグリパークゆめすぎと       | 杉戸町のまちの駅・道の駅「アグリパークゆめすぎと」のキャラクター。 |
| 28       | カワシロウ                           | 埼玉県立川の博物館                 | 「川を知ろう」というコンセプトから作られた。モチーフはカワセミ。 |
| 29,30    | 伊奈ローズちゃん&伊奈ローズくん      | 伊奈町                             | 埼玉県内最大のバラ園がある公園・「伊奈町町制記念公園」出身の双子の妖精。 |
| 31       | しょうぶパン鬼ー（しょうぶパンキー） | 久喜市菖蒲地区                     | 頭に地区のシンボルであるアヤメの花を載せた、虎柄の勝負パンツを履く鬼の子供。 |
| 32       | 健康まもるくん                       | 埼玉県国民健康保険団体連合会       | 頭は「生命のカプセル」である種子がモチーフ。 |
| 33       | つるゴン                             | 鶴ヶ島市                           | 雷電池の「雨の神様」である竜神をモチーフに。 |
| 34       | もろ丸くん                           | 毛呂山町                           | 町の木でもある名産品のユズを頭にし、流鏑馬の衣装を身につける。 |
| 35,36    | みらいくん&のぞみちゃん              | 三芳町                             | みらいくんのモチーフは「水の精」。 のぞみちゃんはみらいくんのガールフレンド。モチーフは「大地の精」。 |
| 37,38    | こいのぼりん1世&こいのぼりん2世      | 加須市                             | 加須の名産品「こいのぼり」がモチーフ。こいのぼりん1世は加須市民平和祭で揚げられるジャンボこいのぼりの奥さん。 こいのぼりん2世はこいのぼりん1世の子。 |
| 39       | ひなちゃん                           | 鴻巣市                             | 鴻巣に伝わる「コウノトリ伝説」から作られた。好物は川幅うどん。 |
| 40       | わしのちゃん                         | 東秩父村                           | 伝統工芸「細川紙」がモチーフ。双子の妹の「あおいちゃん」は着ぐるみ未作成という理由でメンバー入りならず。 |
| 41       | トコろん                             | 所沢市                             | 所沢市鳥「ヒバリ」と「日本の航空発祥の地」をイメージさせる飛行機との組み合わせ。 |
| 42       | ゾウキリン                           | 新座市                             | 「ゾウ」と「キリン」との組み合わせで、「新座の雑木林」にそのまま住み着いたという。2020年7月に、市内に工場が所在する不二家のキャラクター「ペコちゃん」と「おともだち協定」を結んだ。 |
| 43       | うめりん                             | 越生町                             | 名産品の梅がモチーフ。 |
| 44       | はにぽん                             | 本庄市                             | 本庄で出土した「笑う盾持人物埴輪」がモチーフ。 |
| 45       | オケちゃん                           | 桶川市                             | 頭にはベニバナ、法被は中山道の宿場町としての桶川をアピール。 |
| 46       | 夢馬（むーま）                       | 飯能市                             | モチーフは木材搬出に用いたそり・「木馬（きうま）」と、飯能駅前に展示されている世界最大級の可動木馬。 |
| 47       | ミムリン                             | 美里町                             | 名産品・ブルーベリーの頭と身体を持つ鳥。 |
| 48       | ふっかちゃん                         | 深谷市                             | 頭のツノが「深谷ネギ」になっている、ウサギともシカとも言われる謎の生物。 |
| 49       | すぎぴょん                           | 杉戸町                             | 杉の木と、町の形である「鷲」との組み合わせ。 |
| 50       | なまりん                             | 吉川市                             | 吉川特産のナマズをイメージ。 |
| 51       | かわべえ                             | 川島町                             | 川島特産のイチジクをイメージ。手に持っている棒は郷土料理「すったて」に使う擂粉木。 |
| 52       | とろ★りん                            | NPO法人春日部藤源郷                | 春日部市のB級グルメ「春日部やきそば」をイメージ。 |
| 53       | サイコミ君                           | 彩の国コミュニティ協議会           | 動物のサイをイメージ。 |
| 54       | 来久（like・らいく）ちゃん           | 久喜市久喜地区                     | 地元の祭り「久喜の提灯祭り・天王様」の提灯と久喜市の木・イチョウの組み合わせ。 |
| 55       | ザリガ二博士                         | 羽生市                             | 羽生のことなら何でも知っているザリガニの長老。 |
| 56       | イナゴージャス                       | 羽生市                             | 羽生の田んぼの米しか食べないというイナゴ。 |
| 57       | いたっち                             | 羽生市                             | モチーフはイタチ。ムジナもんのライバル。 |
| 58       | しらさぎ婦人                         | 羽生市                             | 利根川沿いに住むシラサギ。羽生の悪口を言うと嘴でつつかれてしまう。 |
| 59       | フナどん                             | 羽生市                             | 羽生水郷公園に住む、ムジナもんの親友。 |
| 60       | えんむちゃん                         | 熊谷市妻沼地区                     | 妻沼聖天山の公式縁結びキャラ。 |
| 61       | み〜な                               | 皆野町                             | 自然豊かな皆野町の美の山・清流・桜の花を帽子にイメージ。 |
| 62       | ふじみん                             | ふじみ野市                         | 天然記念物にもなっている（しだれ）桜の花びらの妖精。 |
| 63,64    | 神じい&なっちゃん                    | 神川町                             | 神じいは城峯山に住む、神川のことなら何でも知っている仙人。合併前の神川・神泉両町村が冠していた「神」をモチーフに、名産の梨、名物の冬桜でアレンジ。 なっちゃんは神川の梨畑に住む妖精で、神じいの孫。名産の梨をイメージした頭部、神流川の恵みをイメージした裾に、胸には冬桜をつけて華やかさをプラスしている。 |
| 65       | もうかりやっこ                       | さいたま商工会議所岩槻支所         | 江戸期より伝わる日本三奴の一つと知られた「岩槻の黒奴（くろやっこ）」がモチーフ。 |
| 66,67    | まっくん&あゆみん                    | 東松山市                           | 市の木である「松」の葉をイメージした緑色の頭巾をかぶり、頭上には市の花「ぼたん」の花を付けている双子。 |
| 68       | こむぎっち                           | 上里町                             | 小麦「農林61号」の産地にちなみ、豊かに実った「種子小麦」のヘアが特徴。 小麦の粒には夢と幸せがつまっている。 |
| 69       | むさし嵐丸                           | 嵐山町                             | 嵐山町に住んでいるちょっとやんちゃな男の子。兜は嵐山町に生息する国蝶の「オオムラサキ」をイメージ。 |
| 70       | カパル                               | 志木市文化スポーツ振興公社         | 志木市民会館パルシティを運営している志木市の外郭団体・志木市文化スポーツ振興公社のマスコット。カッピーと同様に、市内に伝わる「河童伝説」から作られた。ゆるキャラグランプリ2018で、889,346票を集めて埼玉県勢として初の優勝を果たした。 |
| 71,72    | なしべえ&なしりん                    | 白岡市                             | 市の特産物である梨がモチーフ。なしべえは、梨のことなら何でも知っている梨農家のおじいちゃん。 なしりんはなしべえの孫。なしべえの作った梨が大好き。 |
| 73       | ターナちゃん                         | 滑川町                             | 町の魚として指定されている「ミヤコタナゴ」がモチーフ。 |
| 74       | ドームくん                           | ときがわ町                         | 町のランドマークである「堂平天文台」の分身。 |
| 75       | シャキたまくん                       | 埼玉県社会福祉協議会               | 埼玉県の県章である「勾玉」をモチーフに、多彩な魅力を持つ埼玉県を色鮮やかにイメージ。 |
| 76,77    | アルディ&ミーヤ                      | 大宮アルディージャ                 | 大宮アルディージャのクラブマスコット。旧大宮市のマスコット的存在であったリスがモチーフ。 ミーヤはアルディージャの設立10周年を記念して誕生した、アルディのガールフレンド。 |
| 78       | はーとん                             | 鳩山町                             | 町の鳥「ハト」と町の花「ツツジ」がモチーフ。好物は「鳩豆うどん」と「鳩豆アイスクリーム」。 |
| 79,80    | パレオくん&パレナちゃん              | 秩父鉄道                           | 秩父鉄道を走るSL列車「SLパレオエクスプレス」のキャラクター。1300万年前に絶滅し、秩父地方に生息していた海獣パレオパラドキシアがモチーフ。 |
| 81       | ふわっぴー                           | 富士見市                           | 富士山をイメージしたギザギザ頭が特徴。梨が好物。 双子の兄妹で構成されており、二人合わせて団員№81となっている。 |
| 82       | 志木あらちゃん                       | 志木市商工会                       | 秋ヶ瀬取水堰に突如現れたゴマフアザラシがモチーフ。 |
| 83       | きゅぽらん                           | 川口市                             | 川口を代表する鋳物の溶解炉（キューポラ）がモチーフ。 |
| 84       | くらっしー                           | 彩の国くらしプラザ                 | 文武両道をモットーとする犬。 |
| 85       | わこうっち                           | 和光市                             | 和光市の木イチョウをモチーフにした妖精。 |
| 86       | かわみん                             | 川島町                             | かわべえの孫娘。「かわべえと一緒に川島町をPRしたい」と立ち上がった、川島町思いな女の子。頭の形は、町の特産品であるイチジク。 |
| 87       | こまちちゃん                         | 加須市商工会騎西支所               | 心優しく困った人を見過ごせないボランティア大好きな女の子。本名は「藤 小町（ふじ こまち）」。 |
| 88       | マップー                             | 松伏町                             | 町のランドマークである、松伏総合公園のスペイン風風車がモチーフ。背中にある大きな風車で松伏町に風をもたらしている。 |
| 89       | わらじろう                           | 中山道蕨宿倶楽部                   | 蕨（わらび）と草鞋（わらじ）をかけて命名。平和の象徴である「鳩」がモチーフ。市内の「中仙道蕨宿商店街振興組合」のキャラクターとして長年親しまれ、夢は全国の宿場町を行脚。 |
| 90       | うたやん                             | 蓮田市商工会                       | 市内の遺跡、雅楽谷（うたや）遺跡出身。頭に縄文土器を被る。遺跡と自然を愛し、蓮田市と雅楽谷遺跡のPRのため、はるばる縄文時代からやってきた。 |
| 91       | うきしろちゃん                       | NPO法人魅力創造倶楽部              | 「浮城」と呼ばれた忍城がモチーフ。天守閣の胴に浮き輪を着け、足には行田の名産である足袋を履く。 |
| 92       | はすぴぃ                             | 蓮田市                             | 市内のバードウオッチングの名所、黒浜沼に棲む水鳥がモチーフ。市の花である水蓮を頭に着ける。 |
| 93       | のラビたん                           | ときがわ町                         | 顔は青なす、耳はのらぼう菜をイメージしたウサギ型の妖精。ときがわ町の野菜が好物で、町内の野菜のことならなんでも知っている。 |
| 94       | さっちゃん                           | 幸手市                             | 市内の花の名所、権現堂公園の桜と菜の花がモチーフ。手は地名にちなみ、「幸せの手」 =ハートの形をしている。 |
| 95       | ムートくん                           | さいたま水族館                     | マッタリとした顔立ちと太い眉毛が特徴。モチーフは県の魚ムサシトミヨ。 |
| 96       | つららん                             | 西秩父商工会青年部                 | 小鹿野町内のイベント「尾ノ内百景（冷っけぇ〜）氷柱」で知られる尾ノ内沢に住む氷の妖精。好物は平成の名水百選にも選ばれた「毘沙門水」。特技は「熱さまし」。 |
| 97       | とだみちゃん                         | 戸田市                             | 市内を流れる荒川の戸田ヶ原に暮らす妖精。戸田ヶ原に生息する動物と話ができる。 |
| 98       | とろ君                               | 長瀞町商工会青年部                 | 長瀞渓谷を流れる荒川特有のエメラルドグリーンの体に、形も川の字をモチーフ。長瀞の素晴らしい自然を紹介している。 |
| 99,100   | サイちゃん&タマちゃん                | NHKさいたま放送局                  | NHKさいたま放送局のマスコットキャラクター。彩の国サイタマ村出身。サイちゃんは、報道カメラマンのおじさんのカメラで県内のオモシロ映像を撮影するのが趣味。 タマちゃんはサイちゃんの姉。人としゃべる事が好きで、いつでもインタビューできるようマイクを構えている。 |
| 101      | さつきちゃん                         | 和光市                             | わこうっちの妹。和光市の花サツキをモチーフにした妖精。 |
| 102      | しょうたん                           | 春日部市庄和商工会                 | 旧庄和町の花であった花菖蒲を載せた龍のヘルメットをかぶり、地区のシンボルである大凧のミニチュアを背負う。 |
| 103      | ふじちゃん                           | 春日部市商業協同組合               | 春日部市の花である藤の花の髪飾りをつけ、庄和地区（旧庄和町）のシンボルである大凧をイメージしたワンピースを着ている明るく活発な女の子。旧春日部市の商業協同組合のスタンプカード（現在はポイントカード。合併後は庄和地区にも拡大）のキャラクターとして長い間親しまれて来た。 |
| 104      | サイのぶん太くん                     | 埼玉新聞社                         | 埼玉新聞社のマスコットキャラクター。素直だけど、少しおっちょこちょいなサイの男の子。好奇心旺盛な知りたがり屋で、角がまっすぐでないことが、ちょっぴりコンプレックス。埼玉新聞の記事や様々な企画・イベントを読者の方々へ伝えていく。頭上にいるニワトリは「たま子」（メンバー入りはしていない）。しっかり者の女の子で、朝、早起きが苦手なぶん太くんを起こしている。 |
| 105      | みどりの                             | 埼玉県みどりの村                   | 小鹿野町と秩父市吉田地区にまたがる丘陵地一帯にある、都市と農山村の交流を目的につくられたレクリエーション公園「みどりの村」のマスコットキャラクター。緑がいっぱいな森の中で動物達と毎日楽しく暮らしている。性格はすごく明るくなつこくて、周りを元気にしてくれる。みどりの村と小鹿野町・秩父郡市から埼玉県の都市部に近い大自然をPRし、緑豊かな森や動物達とのふれあいで、みんなを笑顔にすることが役割。                                                                                                |
| 106      | エビオ君                             | 埼玉県薬務課                       | 埼玉県薬務課の献血マスコットキャラクター。若年層の献血の啓発を図るため、県内の高校生からデザインと愛称を募集して誕生。赤い体は血液をイメージし、名前は血液型のA型・B型・O型に由来。性格は社交的で、県内の献血啓発イベントには必ず登場し、献血への呼びかけをしている。好物は鉄分の入っている食品。県内の医療機関に血液製剤を安定供給するため、日々頑張っている。 |
| 107      | たまーりん                           | さいたまアリーナ                   | さいたまスーパーアリーナのマスコットキャラクター。体の正面がアリーナの屋根、角がアリーナの前にあるけやきひろばのケヤキをモチーフとしている妖精。性格は、おっとりしていて優しい、趣味は、アリーナで開催されるイベントやお祭りに参加すること、日記（Facebook）を書くこと、食べ歩き。開館15周年にあたる2015年に公式マスコットキャラクターとして製作され、オープン以来年月の経過とともに成長し、いまや埼玉県民の誇りとなっているさいたまスーパーアリーナを「もっとみんなの近くに!」との思いで登場した。 |
| 108      | ふタコ                               | 蕨商工会議所                       | 明治20年代後半に開発され昭和20年代後半まで蕨市内で生産された、伝統的な手織物である「双子織」（現在は、機械織で再現して「新織蕨双子」の名で復活。更に手織りでの復活も進められている）が大好きな、生まれも育ちも蕨と言うタコの女の子。双子織の再興を願い開発された。おしゃれとダジャレが大好きで、お気に入りの大きな双子織のリボンとポシェットで、双子織をたくさんの人に知ってもらうために日本全国を歩く。好物はタコせんべい。苦手な事は泳ぐ事。将来の夢は、双子織が日本中に広まる事。                |
| 109      | ぼんサイくん                         | 盆栽美術館周辺商店会合同事業委員会 | 盆栽美術館周辺商店会合同事業委員会のマスコットキャラクター。モチーフは盆栽とサイ。盆栽の街として知られる盆栽村育ち。樹齢千年の謎の木を青い植木鉢に植樹して、水を揚げ手入れをして日光に当てて置いたら、木の精霊が宿って盆栽ではなくぼんサイくんに育ってしまった。特技は、ツノを縦横無尽に伸ばして木の種類や樹形などを自由に変える事。時々鉢に埋まって自ら光合成を行う。敵は悪い虫。 |
| 110      | プラスちゃん                         | 十文字学園女子大学                 | 十文字学園女子大学のマスコット。シロクマをモチーフ。瞳が十文字の形になっている。「プラス」には校名の「十（じゅう）」、成長やプラス思考などを指す「＋（プラス）」、人が行き交い、集う交差点をイメージする「＋（クロス）」など様々な意味が込められている。地域のイベントにも積極的に参加し、みんなに「＋（プラス）」のパワーを感じてもらえるように頑張っている。 |
| 111      | ポテくまくん                         | 秩父市                             | 秩父のＢ級グルメ「みそポテト」とクマをモチーフ。好物のみそポテトの食べすぎで、頭からみそが滲んでいる、みそポテトがあればご機嫌なクマの妖精（男♂）。普段はテンションは低めで恥ずかしがり屋。誕生日は1月11日。 |
| 112      | ワラビー                             | 蕨市                               | 1989年4月1日生まれ。名前は、市名の「蕨」と小型のカンガルーの「ワラビー」から命名。特技はぴょんぴょん跳ねること。蝶ネクタイがお洒落な、とっても元気な男の子。 |
| 113      | エンジェルわらぶー                   | 蕨市                               | 蕨市の市制施行50周年記念のマスコットキャラクターとして、蕨市出身の高見沢俊彦（THE ALFEE）がデザイン。蕨に降臨した幸福をもたらす天使のブタ。お友達は「ワラビー」。 |
| 114      | あゆみ                               | 上尾市・福島県本宮市               | 友好都市を締結した上尾市・本宮市の両市の市民に安らぎを与えるため、アッピーと2014年に結婚した福島県本宮市のマスコット・「まゆみちゃん」（後述）の間に誕生した娘（妖精）。両市の市民の公募により、2人の名前から、また、両市がこれからも手を取り合い、未来に向かって歩んでいくことを願い命名。顔の輪郭は父親のアッピー、キュートなへそは母親のまゆみちゃんゆずり。 |
| 115      | まゆみちゃん                         | 福島県本宮市                       | アッピーの妻。モチーフは本宮市の市の木マユミ。東日本大震災からの復興を願う本宮市民の思いがひとつに集まり、マユミの木に魂が宿って誕生した妖精。言葉は話せないが、子どもたちには声が聞こえると言う。いつどこにあらわれるか定かではないが、人の集まるイベントには必ず姿を見せては「福島のへそ（中心点）のまち 本宮」から元気を発信する。チャームポイントはへそ。 |
| 116      | いるティー                           | 入間市                             | モチーフは入間市の市の鳥ヒバリ。市制施行50周年を記念して誕生。入間の「いる」と、狭山茶の産地からお茶の「ティー」より命名。わんぱく相撲が盛んなため、化粧廻しとわんぱく相撲の優勝者に贈られる横綱を締めている。目標は、わんぱく相撲で優勝する事。 |
| 117      | すぎたろう                           | 杉戸町                             | すぎぴょんの先祖にあたる飛脚。運動神経抜群で、脚力に自信があり、人に負けるのは大っ嫌い。困っている人を放っておけない優しい兄貴的な性分。町の発展の礎である杉戸宿の開宿400周年を盛り上げたいと思うすぎぴょんが、空（星）に「助けてください」と願うと、可愛すぎる子孫（すぎぴょん）のピンチを救うため、400年前から先祖（すぎたろう）が助っ人に来てくれた。 |
| 118      | さかろん                             | 坂戸市                             | 耳や服に坂戸市の木「サクラ」を、首輪や腕輪に坂戸市特産のブランド野菜ルッコラを、尻尾に新品種のサツマイモ「すいおう」を付けている。性格は優しい。趣味はお買い物、お花見、散歩。好きな食べ物は、すいおうのサンドウィッチ、野菜（乾燥させて食べるのが好き）。好きな場所は、坂戸市内の桜の名所、浅羽ビオトープ、高麗川ふるさと遊歩道、聖天宮。 |
| 119,120  | けんなん君＆なんせいちゃん           | 埼玉県南西部消防本部               | 朝霞市、志木市、和光市及び新座市を管轄する埼玉県南西部消防本部のイメージキャラクター。構成する4市の市民に親しみやすい柔らかさをイメージした。災害が無い時は、消防本部や構成4市が主催の防災フェア、訓練などに参加して、火災予防のPRに励んでいる。 |
| 121      | 八ッピー（ヤッピー）                 | 埼玉県立八潮南高等学校             | 八潮南高校のマスコットキャラクター。高校の創立30周年を記念して学内公募で生まれた。ユリカモメと八潮市の市の木イチョウがモチーフ。八潮市のキャラクターのハッピーこまちゃんと一緒に八潮市をPRするイベントで活躍する。 |
| 122      | ぽぽたん                             | 朝霞市                             | 市制施行50周年を記念して誕生したタンポポの妖精。市内を流れる黒目川生まれ。夢は朝霞の魅力を世界中に届けること。 |
| 123      | 行田豆吉                             | 行田市                             | 市内で古くから栽培されていた在来種の大豆・「行田青大豆」のイメージキャラクター。青大豆の特徴である青みがかった顔とおでこの莢がトレードマークで、行田市の新たな特産品にするべくPRする。後述する「ゆる玉フィフティ～ン」に選出された当初はメンバー入りしていなかった。 |
| 124      | ジェントルパルコ                     | パルコ通り商店会                   | 八潮市内の商店街である「パルコ通り商店会」のイメージキャラクターのカエル。左目と鼻で「パ」・ヒゲで「ル」・口で「コ」と商店街をアピールしている。ジェントルマンを目指して日々勉強中で、商店街だけでなく八潮市もPR。 |
| 125,126  | スク&マム                            | 熊谷市                             | 出会った人とスクラムを組むことが大好きなシロクマの双子の兄弟。鼻の黒いほうが「スク」で、白いほうが「マム」。口癖は「アツいね～！」。 |
| 127      | おがニャッピー                       | 小鹿野町                           | 鹿の着ぐるみを着た猫のキャラクター。胸のペンダントは町名物の「わらじカツ」。夢は役者として小鹿野歌舞伎の舞台に立つこと。 |
| 128      | かぼしか                             | 小鹿野町黄金のかぼす祭実行委員会   | 鹿と黄金かぼすをモチーフにしたキャラクター、黄金かぼすを使った料理が好物。語尾に「カボ」をつけて喋る。 |

なお、さいたま市の観光大使である「浦和うなこちゃん」（やなせたかしデザイン）については、所属団体の「浦和のうなぎを育てる会」から「やなせ先生が真剣に考えたキャラなので、『ゆるい』には馴染まない」との理由で不参加となった。

## ゆる玉フィフティ～ン
『埼玉県・熊谷市』として開催都市の一つとなっているラグビーワールドカップ2019を盛り上げるため、団員有志によって結成された『ラグビー応援軍団』。2018年4月26日に結成式が行われた。
メンバーは、日本代表と同じデザインのジャージを着用し、ラグビーのポジションが割り当てられている。

### ゆる玉フィフティ～ン メンバーリスト
番号 ラグビーポジション記号 名称 名前（所属自治体）の順で記載。
- 1 PR 左プロップ
  - ときも（川越市）
  - かいちゃん（三郷市）
- 2 HO フッカー　ふっかちゃん（深谷市）
熊谷市隣接市
- 3 PR 右プロップ
  - ぽぽたん（朝霞市）
  - さっちゃん（幸手市）
- 4 LO 左ロック ターナちゃん（滑川町）
熊谷市隣接町
- 5 LO 右ロック はにぽん（本庄市）
- 6 FL 左フランカー おりぴぃ（狭山市）
公認チームキャンプ地に応募していた（落選）
- 7 FL 右フランカー
  - ムジナもん（羽生市）
会場送迎シャトルバス発着予定市
  - はすぴぃ（蓮田市）
- 8 NO.8 ナンバーエイト つなが竜ヌゥ（さいたま市）
公認チームキャンプ地
- 9 SH スクラムハーフ ニャオざね（熊谷市）
開催都市代表として、ラグビー盛り上げのパスを投げる役を担う
- 10 SO スタンドオフ さいたまっち（埼玉県）
開催都市（開催県）代表として、ラグビー盛り上げの司令塔を担う
- 11 WTB 左ウイング 行田豆吉（行田市）
熊谷市隣接市 ※結成当初は団員入りしていなかった
- 12 CTB 左センター まっくん（東松山市）
熊谷市隣接市
- 13 CTB 右センター 星夢ちゃん（小川町）
- 14 WTB 右ウイング ひなちゃん（鴻巣市）
熊谷市隣接市
- 15 FB フルバック ブコーさん（横瀬町）
- HC ヘッドコーチ コバトン（埼玉県）
ゆる玉フィフティ～ンのまとめ役